# Fort Irwin
Fort Irwin National Training Center o Fort Irwin è un'area di addestramento della United States Army e un census-designated place (CDP) degli Stati Uniti d'America situato in California, nella contea di San Bernardino.
L'area si trova nel deserto del Mojave, nel nord della contea, ed è stata costruita nel 1940. Tuttavia è stata utilizzata fino al 1942, poi nuovamente dal 1951 al 1972 ed è stata poi recuperata e utilizzata a partire dal 1980.